# Joe Williams (político)
Joseph George Williams (4 de octubre de 1934-4 de septiembre de 2020)  fue un político y médico de las Islas Cook que se desempeñó como Primer Ministro de las Islas Cook durante cuatro meses en 1999. Se le atribuye haber trabajado para prevenir la propagación de la enfermedad tropical filariasis linfática (elefantiasis). Residió principalmente en Auckland, Nueva Zelanda, donde fue director médico del Centro Integrado de Salud Familiar de Mt Wellington.

## Trayectoria
Williams se graduó de la Facultad de Medicina de Otago en 1960 y luego completó una Maestría en Salud Pública en la Universidad de Hawái. Regresó a las Islas Cook en 1964, donde trabajó como Superintendente Médico, Cirujano, Médico, Director de Salud y Secretario de Servicios Sociales, mientras también investigaba enfermedades tropicales, incluida la filariasis.
Williams dirigió investigaciones y prácticas de salud pública que dieron como resultado que las Islas Cook cumplieran "todos los criterios requeridos para que la Organización Mundial de la Salud (OMS) reconozca la eliminación de la LF [filariasis linfática] como un problema de salud pública". Se desempeñó como miembro de la junta ejecutiva de la Organización Mundial de la Salud de 1995 a 1997 y miembro del Grupo de Revisión del Programa para la Eliminación Global de la Filariasis Linfática de 1998 a 2004. En 2002, el Gobierno de las Islas Cook nominó sin éxito a Williams para encabeza la Organización Mundial de la Salud.
En 1999, según los informes, el Comisionado de Salud y Discapacidad de Nueva Zelanda descubrió que Williams había infringido las normas éticas cuando a uno de sus pacientes se le diagnosticó erróneamente y se le administraron comprimidos cuya fecha de caducidad había pasado.
En 2002, Williams se involucró en una controversia con respecto a un ensayo médico propuesto en las Islas Cook. El ensayo, que implicó la inyección de células de cerdo en humanos como medio para combatir la diabetes, no podía llevarse a cabo legalmente en Nueva Zelanda y, por lo tanto, se trasladó a las Islas Cook, donde se aplicaban regulaciones menos estrictas. Williams, un firme partidario de la propuesta, creía que traería beneficios a la economía de las Islas Cook, pero el esquema suscitó mucha controversia.
En 2015, Williams publicó un libro basado en su experiencia clínica en el tratamiento del eccema. A pesar del apoyo público de algunos de sus pacientes en 2018, Williams fue multado con NZ $ 10,000 más NZ $ 145,000 en costos judiciales, y se le requirió practicar bajo supervisión durante tres años, después de usar tratamientos no aprobados para el eccema.

## Carrera política
Williams fue elegido por primera vez al Parlamento de las Islas Cook como candidato del Partido de las Islas Cook para el electorado de Aitutaki en las elecciones de 1968. Se desempeñó como Ministro de Salud y Educación de 1974 a 1978 en el gobierno de Albert Henry, además de ser el médico personal de Henry. Como ministro de Salud, apoyó al terapeuta oncológico checo Milan Brych a trasladar su clínica a las Islas Cook, a pesar de que Brych fue eliminado del registro médico en Nueva Zelanda. Fue uno de los tres prominentes miembros del CIP que abandonaron el partido inmediatamente antes de las elecciones de 1978, y posteriormente se opuso al electorado de Arorangi por el Partido de la Unidad, pero perdió su escaño.
Williams posteriormente emigró a Nueva Zelanda. Se reincorporó al Partido de las Islas Cook y fue reelegido en las elecciones de 1994 como su candidato para el escaño en el extranjero, en representación de los habitantes de las Islas Cook que viven en el extranjero (principalmente en Nueva Zelanda). Se desempeñó como Ministro de Salud, Turismo, Transporte y Empresas de Propiedad del Estado de 1994 a 1996. Aunque era miembro del Partido de las Islas Cook, se opuso al cargo de primer ministro (1989 a 1999) de Geoffrey Henry, líder del partido de 1979 a 2006. Muchos miembros del Partido de las Islas Cook se opusieron a su acuerdo de coalición con el Partido Nueva Alianza, y después deserciones, Henry perdió el control ante los disidentes y renunció. En julio de 1999, Williams ganó por poco apoyo como nuevo primer ministro. Esto provocó una considerable ira en algunos sectores, principalmente porque Williams vivía principalmente fuera de las islas. En octubre de 1999, el Partido Nueva Alianza abandonó la coalición gobernante, privando al gobierno de su mayoría. Williams intentó formar un nuevo gobierno, pero al mes siguiente perdió un voto de censura ante el opositor Partido Alianza Democrática y el Partido Nueva Alianza. Terepai Maoate se convirtió en el nuevo primer ministro. Perdió su escaño cuando se abolió el electorado en el extranjero en 2003..
Más tarde, Williams intentó comenzar una carrera política en Nueva Zelanda, presentándose como candidato del primer partido de Nueva Zelanda en el puesto 15 en la lista del partido y compitiendo por el escaño del electorado de Maungakiekie en las elecciones parlamentarias de 2005. No logró convertirse en diputado, ya que ocupó el tercer lugar en Maungakiekie y Nueva Zelanda recibió solo siete escaños.